# Tim Hortons
Tim Hortons, internationaal bekend onder de naam Tim Hortons Cafe and Bake Shop, is een Canadese fastfoodketen die zich specialiseert in koffie en donuts. Tim Hortons opende in 1964 haar eerste filiaal in Hamilton (Ontario) en groeide sindsdien uit tot Canada's grootste restaurantketen. Het hoofdkwartier van Tim Hortons is in Oakville (Ontario) gevestigd. Het bedrijf had in 2013 een omzet van 2,25 miljard euro en verschafte in 2008 aan 100.000 mensen werk. Eind 2023 telde de keten 4592 vestigingen, waarvan 807 in de Verenigde Staten en 38 in het Midden-Oosten. Tien jaar later, eind 2023, telde de keten 5.701 vestigingen in 13 landen.
Op 26 augustus 2014 nam de Amerikaanse fastfoodketen Burger King, zelf in handen van de Braziliaanse investeringsgroep 3G Capital, Tim Hortons over voor US$11,4 miljard. De combinatie vormt de op twee na grootste fastfoodgroep ter wereld.

## Geschiedenis

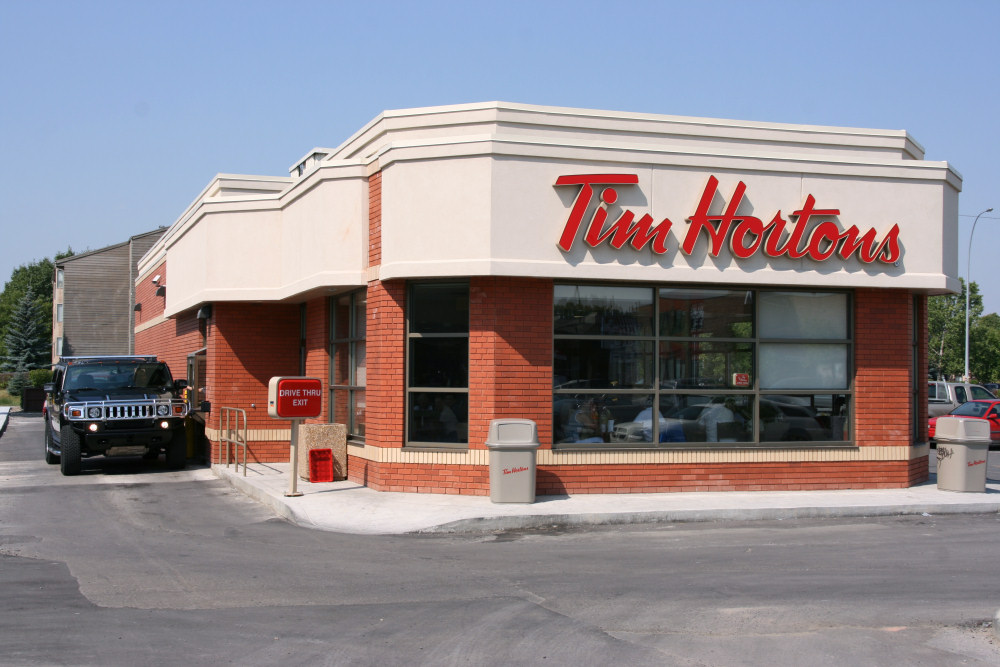
Een filiaal in Calgary.

Tim Horton, een oud speler in de National Hockey League, opende in 1964 zijn Tim Horton Donut Shop in Hamilton, en een jaar later werd het bedrijf een partnership tussen Horton en Ron Joyce. Na Hortons dood in 1974 kocht Joyce alle aandelen in het bedrijf dat inmiddels veertig vestigingen had. In de jaren 1990 ging Tim Hortons onder de naam TDL Group Ltd. de beurs op. In 1991 werd de vijfhonderdste vestiging geopend en in 2007 waren er meer dan 3000, waarvan 345 in de Verenigde Staten en één op de Canadese militaire basis in Kandahar in Afghanistan. Ook in het Verenigd Koninkrijk en Ierland zijn Tim Hortons-producten verkrijgbaar via licentie.
In 1995 kwam het tot een fusie tussen de TDL Group en hamburgerketen Wendy's, maar een decennium later deed Wendy's de aandelen in het moederbedrijf van Tim Hortons weer van de hand.
Op 26 augustus 2014 nam de Amerikaanse fastfoodketen Burger King Tim Hortons over. Het hoofdkantoor van het nieuwe bedrijf komt vanwege de hoge Amerikaanse vennootschapsbelasting in Canada te staan. Beide bedrijven blijven als merknaam gehandhaafd.

## Cultuuricoon

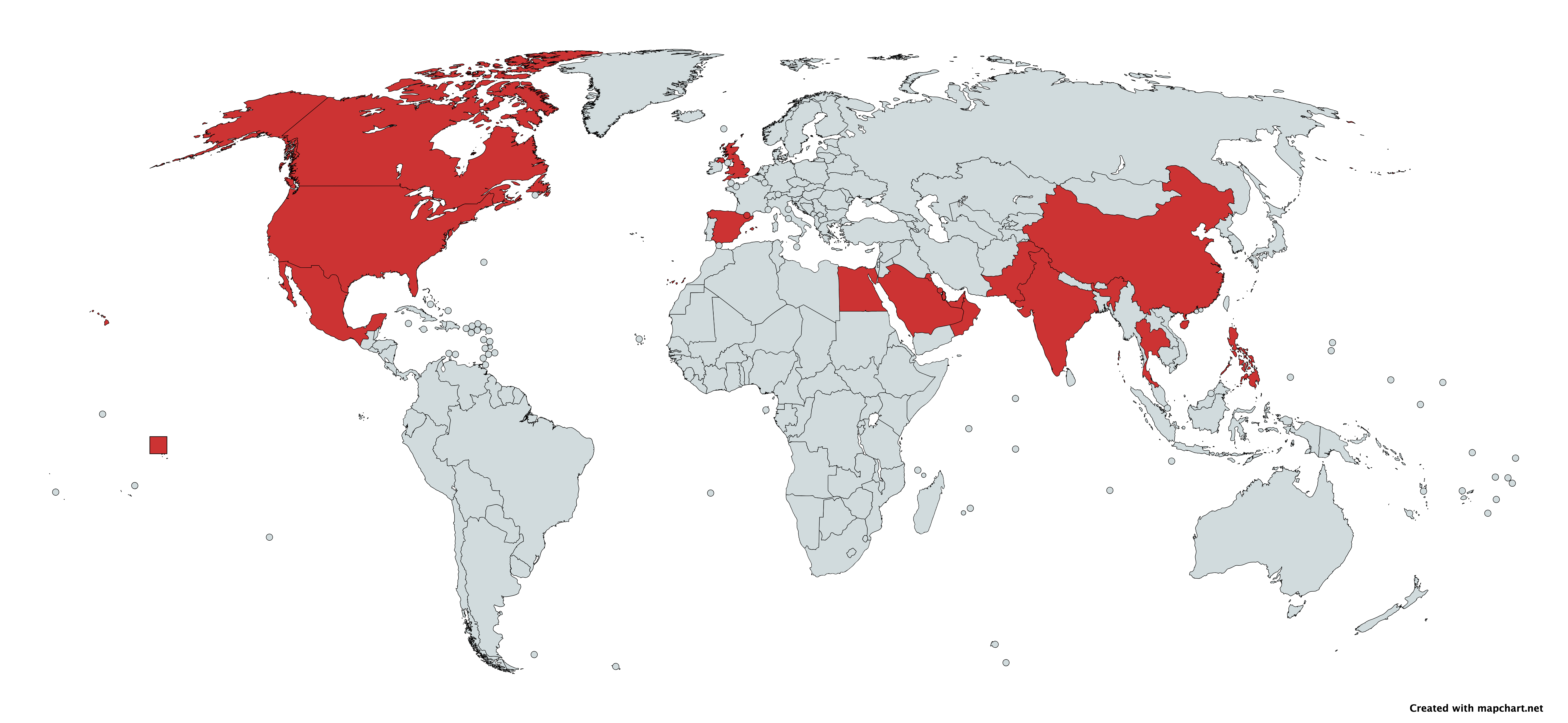
Tim Horton is aanwezig in deze landen

Tim Hortons heeft haar aanbod sinds de opening van de eerste koffie-en-donutwinkel in 1964 uitgebreid en tegenwoordig verkoopt het tevens andere warme en koude dranken, bagels, muffins, croissants en andere banketwaren, alsmede belegde broodjes en soepen.
De keten is uitgegroeid tot Canada's grootste fastfoodketen met meer dan tweemaal zoveel vestigingen als McDonald's en de naamsbekendheid in Canada is groot. Mede hierdoor is Tim Hortons een begrip in de Canadese cultuur geworden. De schrijver Pierre Berton schreef erover, en de keten komt ook voor in films en tv-programma's. De term Double-Double, door Tim Hortons gebruikt voor een koffie met dubbel koffiemelk en twee suikers, komt voor in de Canadese versie van de Oxford Dictionary.
Tim Hortons kent ook critici die de kwaliteit van de producten in twijfel trekken en op de vervuiling – wegwerp-Tim Hortonsbekers vormen een groot deel van het straatvuil – wijzen die rond Tim Hortonsvestigingen ontstaan.